# Torre Viscontea (Monza)
La Torre Viscontea di Monza è visibile da via Azzone Visconti.

## Storia
La torre è per lo più un edificio ottocentesco, eretto nel 1808 sul precipitato muro di tramontana dell'antico castello, a cavallo del fiume Lambro. 

L'edificio venne eretto a imitazione delle forme del preesistente e demolito Castello di Monza. Si sviluppa su di una poderosa arcata a cavallo del fiume Lambro e presenta ancora oggi alcuni elementi di origine più antica, come le feritoie del ponte levatoio (sul fianco orientale), e una bifora gotica murata insieme allo stemma in pietra di Carlo II di Spagna (sul fianco meridionale). 

Al di sotto della copertura è ancora visibile inoltre il profilo dell'antica merlatura, successivamente chiusa da una muratura.
L'antica e famigerata Torre dei Forni, il mastio del Castello, sorgeva poco più distante ed era molto più imponente avendo i lati esterni di 14 metri.